# Гробле (Нижньосілезьке воєводство)
Гробле (пол. Groble) — село в Польщі, у гміні Хойнув Леґницького повіту Нижньосілезького воєводства.
Населення — 188 осіб (2011).
У 1975-1998 роках село належало до Легницького воєводства.

## Демографія
Демографічна структура станом на 31 березня 2011 року:
|          | Загалом | Допрацездатний вік | Працездатний вік | Постпрацездатний вік |
| -------- | ------- | ------------------ | ---------------- | -------------------- |
| Чоловіки | 96      | 20                 | 65               | 11                   |
| Жінки    | 92      | 14                 | 57               | 21                   |
| Разом    | 188     | 34                 | 122              | 32                   |